# Бењатр
Бењатр (фр. Beugnâtre) насеље је и општина у североисточној Француској у региону Север-Па д Кале, у департману Па де Кале која припада префектури Арас.
По подацима из 2011. године у општини је живело 139 становника, а густина насељености је износила 35,01 становника/km². Општина се простире на површини од 3,97 km². Налази се на средњој надморској висини од 119 метара (максималној 117 m, а минималној 98 m).

## Демографија
| 1962. | 1968. | 1975. | 1982. | 1990. | 1999. | 2011. |
| ----- | ----- | ----- | ----- | ----- | ----- | ----- |
| 99    | 109   | 103   | 97    | 101   | 123   | 139   |

График промене броја становника у току последњих година